# (13145) Cavezzo
(13145) Cavezzo (1995 DZ1) – planetoida z grupy pasa głównego asteroid okrążająca Słońce w ciągu 5,45 lat w średniej odległości 3,1 j.a. Odkryta 27 lutego 1995 roku.